# Yapen Waropen

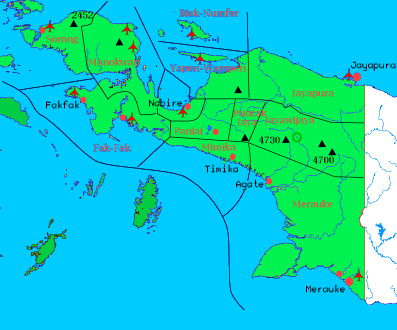
Kabupaten de Papúa Occidental

El kabupaten de Yapen Waropen, es una región autónoma o regencia de la provincia de Papúa en Indonesia, ubicada al norte de dicha isla y provincia. Fue creado por una ley promulgada en 1969 sobre el establecimiento de distritos en las provincias de Papúa Occidental y Papúa. 

## Recursos
Es una de las regiones más ricas en recursos naturales y una de las más fértiles para la producción agrícola y ganadera, y en ella se ha realizado una inversión empresarial en sectores estratégicos con el fin de llevar la prosperidad y el desarrollo económico. 

## Historia
En el siglo XVI esta parte de la provincia de Papúa y Nueva Guinea, fue descubierta por navegantes españoles y portugueses entre los años 1528-29, 1537 y 1545. Formó parte del Imperio Español desde 1606 hasta 1663 junto a la Provincia de Papúa Occidental y Nabire. Luego pasó a formar parte del Imperio neerlandés, como gran parte de la isla de Nueva Guinea Occidental hasta la total independencia de Indonesia tras la invasión japonesa durante la Segunda Guerra Mundial.

## Geografía
Yapen Waropen está formado por dos territorios principales: la isla de Yapen y la parte continental de Waropen, y su superficie abarca 18.998 km², situados entre las coordenadas 1°27′S 135°33′E / -1.450, 135.550 y  2°50′S 135°33′E / -2.833, 135.550. 
Limita con cuatro kabupaten:
- Biak Numfor al Norte.
- Paniai al Sur.
- Jayapura al Este.
- Manokwari al Oeste.

La capital es Serui, situada en el subdistrito de Selatan. Yapen Waropen se divide en cinco subdistritos:
- Angkaisera
- Yapen Timur
- Yapen Selatan
- Yapen Barat
- Poom